# Якуб Столарчик
Якуб Столарчик (пол. Jakub Stolarczyk, нар. 19 грудня 2000, Кельці, Польща) — польський футболіст, воротар англійського клубу «Лестер Сіті».

## Ігрова кар'єра

### Клубна
Грати у футбол Якуб Столарчик починав у польському клубі сьомого дивізіону «П'яст» (Хенчіни). У 2017 році воротар приєднався до клубної академії англійського «Лестер Сіті».
В січні 2022 року воротар відправився в оренду — в клуб Другого дивізіону чемпіонату Шотландії «Данфермлін Атлетік», де через п'ять днів і відбувся його дебют на професійному рівні у матчі проти «Ейр Юнайтед». В серпні 2022 року Столарчик підписав з клубом новий контракт і був відправлений в оренду в англійський «Флітвуд Таун», що виступав у Першій лізі. В команді воротар провів кілька матчів у Кубку країни. Але так як він не зіграв жодного матчу в чемпіонаті, то в січні 2023 року «Лестер Сіті» відкликав оренду свого воротаря. І в тому ж січні Столарчик відправився в оренду до кінця сезону у клуб Другої ліги «Гартлпул Юнайтед».
Перед сезоном 2023/24 Столарчик повернувся до «Лестера» і вже в серпні зіграв першу гру за команду в Кубку ліги. У березні 2024 року воротар провів гру в основі команди у матчі 1/4 фіналу Кубку Анлії, де «Лестер» поступився «Челсі», а сам Якуб у першому таймі відбив пенальті у виконанні Рахіма Стерлінга.
В липні 2024 року воротар вибув з гри на півроку через травму щиколотки. 26 грудня 2024 року у матчі проти «Ліверпуля» Столарчик дебютував у матчах англійської Прем'єр-ліги.

### Збірна
У 2021 році Якуб Столарчик провів одну гру в складі молодіжної збірної Польщі.

## Титули
Лестер Сіті
- Переможець Чемпіоншип: 2023/24[13]